# Glossina

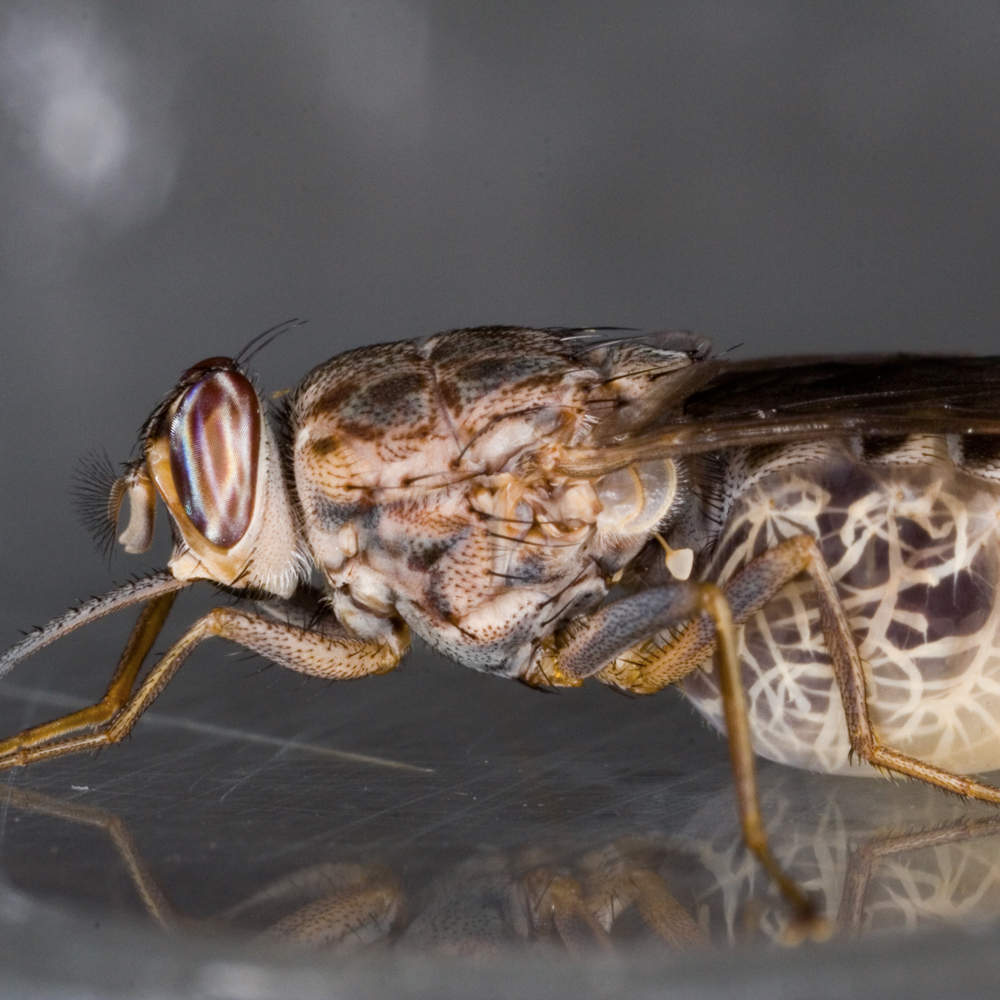
Samica Glossina morsitans morsitans w ciąży

Glossina, muchy tse-tse – rodzaj owadów z rzędu muchówek. Zamieszkują tropikalną i subtropikalną Afrykę Środkową Jest ich około 20 gatunków.
Osiągają zazwyczaj długość ok. 12 mm. Przypominają wyglądem muchę domową. Narządy gębowe w postaci długiej kłujki. Są jajożyworodne. Przemiana poczwarek następuje w bagnistej ziemi.
Muchy te są ostatecznymi żywicielami świdrowców i przenoszą wywoływane przez nie choroby:
- Glossina palpalis[potrzebny przypis] – śpiączka afrykańska[1]
- Glossina morsitans[potrzebny przypis] – nagana[1].

Muchy tse-tse przenoszą również zarodźca malarycznego.

## Gatunki[potrzebnyprzypis]
Gatunki podzielone na 3 grupy w zależności od zachowania i cech morfologicznych:
- Glossina morsitans:
  - Glossina austeni
  - Glossina longipalpis
  - Glossina morsitans centralis
  - Glossina morsitans morsitans
  - Glossina morsitans submorsitans
  - Glossina pallidipes
  - Glossina swynnertoni
- Glossina fusca:
  - Glossina brevipalpis
  - Glossina fusca congolensis
  - Glossina fusca fusca
  - Glossina frezili
  - Glossina haningtoni
  - Glossina longipennis
  - Glossina medicorum
  - Glossina nashi
  - Glossina nigrofusca hopkinsi
  - Glossina nigrofusca nigrofusca
  - Glossina severini
  - Glossina schwetzi
  - Glossina tabaniformis
  - Glossina vanhoofi
- Glossina palpalis:
  - Glossina caliginea
  - Glossina fuscipes fuscipes
  - Glossina fuscipes martinii
  - Glossina fuscipes quanzensis
  - Glossina pallicera pallicera
  - Glossina pallicera newsteadi
  - Glossina palpalis palpalis
  - Glossina palpalis gambiensis
  - Glossina tachinoides